# Wassili Wiktorowitsch Sidorenko
Wassili Wiktorowitsch Sidorenko (russisch Василий Викторович Сидоренко, engl. Transkription Vasiliy Sidorenko; * 1. Mai 1961 in Stalingrad) ist ein ehemaliger russischer Leichtathlet. Er war 1994 Europameister im Hammerwurf.
Sidorenko wurde 1985 Dritter der sowjetischen Meisterschaften. Im gleichen Jahr übertraf er mit 80,40 m erstmals die 80-Meter-Marke. Wegen der großen Konkurrenz wurde Sidorenko aber bis zum Ende der Sowjetunion nicht international eingesetzt. Waren bis einschließlich 1992 nur jeweils drei Hammerwerfer aus der Sowjetunion startberechtigt, so platzierten sich bei den Weltmeisterschaften 1993 in Stuttgart auf den ersten sieben Plätzen gleich sechs Werfer aus der ehemaligen UdSSR. Sidorenko wurde mit 78,86 m Fünfter vor zwei weiteren Russen. Bei den Europameisterschaften 1994 in Göteborg warfen bis auf den für Tadschikistan antretenden Weltmeister Abduwalijew die gleichen Werfer wie bei den Weltmeisterschaften 1993. Mit 81,10 m siegte Sidorenko vor dem Weißrussen Ihar Astapkowitsch und dem deutschen Heinz Weis.
1996 bei den Olympischen Spielen in Atlanta qualifizierte sich Sidorenko mit 76,64 m für das Finale. Dort belegte er mit 74,68 m den zwölften und letzten Platz. Bei den Weltmeisterschaften 1997 in Athen ging Sidorenko im dritten Finaldurchgang in Führung, wurde aber von Heinz Weis in der vierten Runde abgelöst. In der fünften Runde steigerte sich Sidorenko auf 80,76 m und lag damit erneut in Führung, wurde aber in der letzten Runde zuerst vom Ukrainer Andrij Skwaruk übertroffen, bevor dann Heinz Weis mit seinem letzten Wurf Weltmeister wurde.
Sidorenko warf von 1985 und 2001 in jedem Jahr über die 80-Meter-Marke mit Ausnahme der Jahre 1991, 1996 und 1999. In den Jahren 1992, 1997 und 2000 wurde Sidorenko russischer Meister. Seine Bestleistung liegt bei 82,54 m, geworfen am 13. Mai 1992 in Krasnodar. 2001 warf Sidorenko mit 80,03 m einen Weltrekord in der Seniorenklasse der über 40-jährigen, dieser Rekord wurde vom zwei Jahre jüngeren Ihar Astapkowitsch 2003 übertroffen. Bei einer Körpergröße von 1,87 m betrug Sidorenkos Wettkampfgewicht 110 kg.